# Adenodolichos
Adenodolichos és un gènere de plantes de la família de les fabàcies nativa de l'Àfrica tropical.
Són herbes, subarbustos o arbustos, erectes o prostrats. Les seues fulles són pinnades (3-5 folíols) i són alternes o oposades. Aquests tenen el revers recoberts amb glàndules. Presenten estípules sense forma d'esperó, caduques o més o menys persistents, i solen presentar estipel·les. Les inflorescències solen ser raïms o panícules, axil·lars o terminals. El raquis s'eixamplen lleugerament en la inserció dels pedicels. Les bractèoles es troben a la base del calze, i són caduques. Les flors són pentàmeres. El calze està format per 5 sèpals i la corol·la per 5 pètals. Els L'estàndard és de color blanc, malva o morat, i glabre. L'ovari és bilobulat. L'androceu està format per 5 estams. L'estil és incorregut, aplanat lateralment, inflat a la base i barbat per sobre del costat interior. La part terminal de l'estigma és obliqua i parcialment plegada. El fruit és una beina oblongua-falcada, aplanada i molt estreta cap a la base, que conté 1-2 llavors.
Les espècies d'aquest gènere s'han emprat en alimentació humana, farratge, medicina i cordam.

## Taxonomia
Aquest gènere està compost per 22 espècies:
- Adenodolichos acutifoliolatus Verdc.

- Adenodolichos anchietae (Hiern) Harms
- Adenodolichos baumii Harms
- Adenodolichos bequaertii De Wild.
- Adenodolichos brevipetiolatus R.Wilczek
- Adenodolichos caeruleus R.Wilczek
- Adenodolichos exellii Torre
- Adenodolichos grandifoliolatus De Wild.
- Adenodolichos harmsianus De Wild
- Adenodolichos helenae Buscal. & Muschl.
- Adenodolichos huillensis Torre
- Adenodolichos kaessneri Harms
- Adenodolichos katangensis R.Wilczek
- Adenodolichos mendesii Torre
- Adenodolichos oblongifoliolatus R.Wilczek
- Adenodolichos obtusifolius R.E.Fr.
- Adenodolichos paniculatus (Hua) Hutch.
- Adenodolichos punctatus (Micheli) Harms
- Adenodolichos rhomboideus (O.Hoffm.) Harms
- Adenodolichos rupestris Verdc.
- Adenodolichos salviifoliolatus R.Wilczek
- Adenodolichos upembaensis R.Wilczek